# Ciambotta pugliese
La ciambotta in Puglia è la denominazione del tipo regionale della zuppa di pesce.

## Descrizione
Non vi è una ricetta vera e propria, in quanto la ciambotta nasce come piatto povero per le famiglie di pescatori, che cucinavano insieme diverse varietà di pesce e frutti di mare (teste, spigole, gamberoni, cicale, etc...) con pomodori, acqua e un peperone verde.
Oggi la ciambotta è considerata un piatto prelibato, che unisce diversi sapori affini; se ne consiglia la degustazione accompagnata da crostini o con pane fresco del Gargano o con pane di Altamura.